# Park Place Tower
150 Nassau Street, auch Park Place Tower, früher American Tract Society Building, ist ein 23-stöckiges denkmalgeschütztes Hochhaus in Manhattan in New York City, Vereinigte Staaten.

## Beschreibung
Das Wohnhochhaus befindet sich in Lower Manhattan im Financial District an der Ecke Nassau Street und Spruce Street an der Grenze zum Civic Center. Direkte Nachbargebäude sind der 265 m hohe Wolkenkratzer 8 Spruce Street und das ebenfalls denkmalgeschützte 1889 erbaute 41 Park Row (ehemals New York Times Building). In unmittelbarer Nähe befinden sich das New Yorker Rathaus City Hall und weitere Behörden sowie die Brooklyn Bridge.
150 Nassau Street ist 88,7 Meter (291 Fuß) hoch und hat 23 Stockwerke. Es ist einer der ersten aus einem Stahlskelett erbauten Wolkenkratzer und war bei seiner Fertigstellung das höchste Bürogebäude der Stadt. Die reich verzierte Fassade im neuromanischen Stil ist mit Westerly-Granit, Ziegelstein und hellbrauner Terrakotta verkleidet. Die nördliche Gebäudehälfte besitzt eine dreistöckige Gebäudekrone mit von Säulen getrennten Arkaden und ein grünes Walmdach, die östliche Hälfte ein Flachdach mit Terrasse. Die Ecken der Gebäudekrone sind mit Plastiken und goldfarbenen Kugeln geschmückt. Das American Tract Society Building war mit seinen 23 Etagen das erste Hochhaus in New York, welches mehr als 20 Stockwerke erreichte. Mit Stand 2023 ist es das älteste noch existierende Gebäude der Welt mit über 20 Geschossen.

## Geschichte
150 Nassau Street wurde von 1894 bis 1895 für die American Tract Society (ATS), einer gemeinnützigen evangelischen Organisation, erbaut. Entworfen wurde es vom Architekten Robert Henderson Robertson, der vorher vor allem durch seine Kirchen und andere Bürogebäude wie das in der Nähe stehende Park Row Building bekannt war. Die American Tract Society wurde 1845 gegründet und war ein Verlag der sich vor allem durch Publikationen zum Amerikanischen Bürgerkrieg sowie zu religiösen Themen einen Namen machte. Damit war das American Tract Society Building am Ende der sogenannten Newspaper Row (heute Park Row), an der mehrere wichtige Bürogebäude von amerikanischen Zeitungen und Verlagen standen, wie das Park Row Building oder das Potter Building.
Nach dem Auszug der American Tract wegen Insolvenz zog von 1914 bis 1919 die New York Sun in die unteren Etagen des Gebäudes ein. Die New York Life Insurance Company übernahm 1916 das Gebäude. Sie verkaufte das Hochhaus 1919 an die 150 Nassau Street Corporation und als diese 1936 mit den Hypotheken in Verzug geriet, ging es wieder an die New York Life Insurance zurück. 1945 erwarb David S. Meister das Gebäude und verkaufte es im November 1946 an eine Investorengruppe. Von 1967 bis 1982 war es im Besitz der benachbarten Pace University, die hier ein neues Bürogebäude errichten wollte, dies aber letztendlich nicht umsetzte. 1998 kaufte die Nassau Equities das Bürogebäude.
Am 15. Juni 1999 wurde das Gebäude von der Landmarks Preservation Commission der Stadt New York unter Denkmalschutz gestellt. 150 Nassau Street ist des Weiteren Teil des am 7. September 2005 ausgewiesenen Fulton-Nassau Historic District, einem Bezirk des National Register of Historic Places.
Von 1999 bis 2002 wurde das Bürogebäude in ein Wohngebäude mit 125 Eigentumswohnungen umgebaut. Den Bewohnern steht eine teils begrünte Dachterrasse und ein Fitnesscenter zur Verfügung. Im Erdgeschoss befindet sich das Restaurant „Brooklyn Chop House Steakhouse“.

## Ansichten

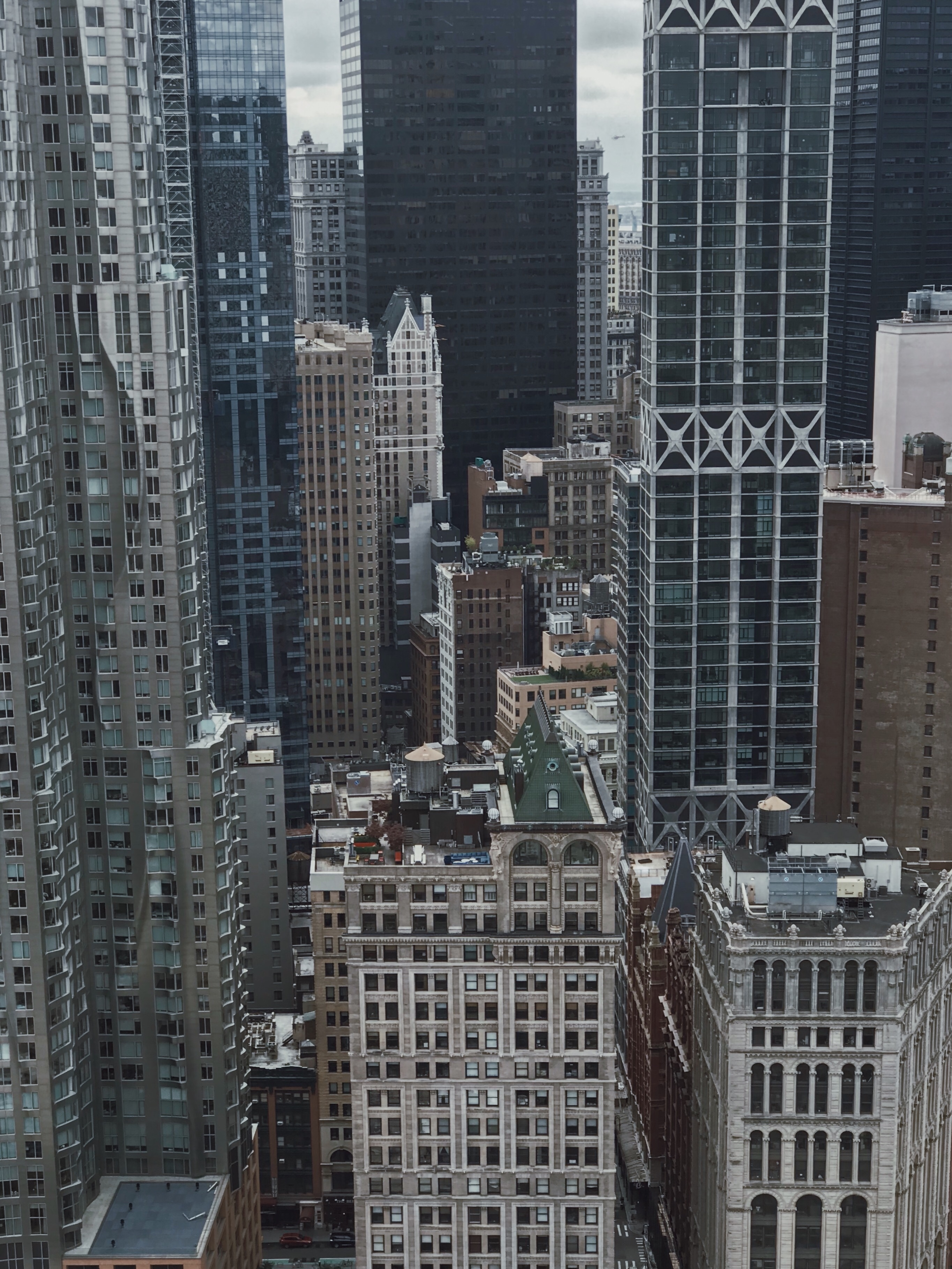
150 Nassau Street im Financial District im Jahr 2017 (Mitte vorn)

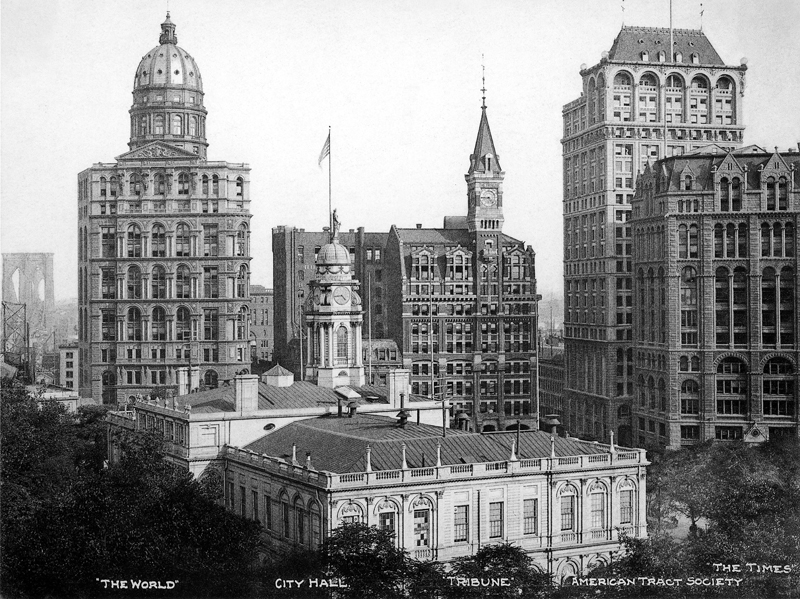
150 Nassau Street (hinten rechts) in einer Aufnahme von 1906 mit Rathaus (vorn) und 41 Park Row (The Times, rechts). The World und Tribune wurden später abgerissen.